# Herb powiatu białobrzeskiego
Herb powiatu białobrzeskiego – jeden z symboli powiatu białobrzeskiego, ustanowiony 20 czerwca 2001.

## Wygląd i symbolika
Herb przedstawia na tarczy dwudzielnej z lewa w skos złotym pasem z sześcioma niebieskimi, sześcioramiennymi gwiazdami; w polu górnym czerwonym wizerunek mazowieckiego orła, natomiast w polu dolnym błękitnym syrenę w koronie ze złotym ogonem. Orzeł symbolizuje przynależność powiatu do województwa mazowieckiego, syrena to motyw zaczerpnięty z herbu Białobrzegów, natomiast 6 gwiazd nawiązuje do 6 gmin powiatu.